# Liste der Mitglieder des Provinziallandtags der Provinz Ostpreußen (1929–1933)
Diese Liste nennt die Mitglieder des Provinziallandtags der Provinz Ostpreußen (1929–1933) (57. bis 59. Provinziallandtag).

## Allgemeines
Der Provinziallandtag wurde am 17. November 1929 gewählt. Er trat in drei Landtagssessionen zusammen:
- 57. Landtag: 17. bis 18. Januar und 19. bis 25. März 1930
- 58. Landtag: 23. bis 28. März 1931
- 59. Landtag: 15. bis 19. März 1932

Die Fraktionen der WiPa und des CSVD bildeten im 57 Provinziallandtag eine Arbeitsgemeinschaft.

## Liste
| Name                                  | Partei                                 | Beruf und Ort | Wahlkreis           | Mandatsdauer | Anmerkung                                                               |
| ------------------------------------- | -------------------------------------- | --- | ------------------- | ------------ | ----------------------------------------------------------------------- |
| Horst Achilles                        | NSDAP                                  | Landwirt in Rauschen | Kreis Gerdauen      |              |                                                                         |
| Paul Alexander                        | DVP                                    | Bankdirektor in Tilsit | Kreis Tilsit        |              | Mandat niedergelegt, Nachfolger: Schultz, Walter, Dr.                   |
| Gustav Arnoldt                        | WIPa                                   | Fleischerobermeister in Tilsit | Kreis Tilsit        |              |                                                                         |
| Gustav Bartelt                        | DNVP                                   | Besitzer in Rosengarten | Kreis Angerburg     |              |                                                                         |
| Franz Bartschat                       | DDP                                    | Klempnerobermeister in Königsberg                                                                                                   | Kreis Königsberg    |              |                                                                         |
| Fritz Behfeld                         | SPD                                    | Klempner und Installateur | Kreis Gerdauen      |              |                                                                         |
| Franz Behrendt                        | Zentrum                                | Stadtrat in Marienburg | Kreis Marienburg    |              |                                                                         |
| Friedrich von Berg                    | DNVP                                   | Wirkl. Geh. Rat in Markienen bei Bartenstein (Ost-preußen)                                                                          | Kreis Bartenstein   |              | Vorsitzender des Provinziallandtags.                                    |
| Paul Erich Berneick                   | WiPa                                   | Apotheker in Königsberg | Kreis Königsberg    |              |                                                                         |
| Maria Beyer                           | KPD                                    | Landarbeiterin in Knöppelsdorf | Kreis Königsberg    |              |                                                                         |
| Hans Birth                            | SPD                                    | Hauptlehrer in Lauth | Kreis Königsberg    |              |                                                                         |
| Heinrich Böhm                         | DNVP                                   | Landwirt in Röschken bei Bergfriede                                                                                                 | Kreis Ortelsburg    |              | Vorgänger: Hell, Emil                                                   |
| Karl von Boddien                      | DNVP                                   | Rittergutsbesitzer in Leissienen bei Allenburg                                                                                      | Kreis Wehlau        |              | Vorgänger: Reichel, Fritz v.                                            |
| Elisabeth Bolte                       | DNVP                                   | Direktorin der Sozialen Frauenfachschule in Königsberg                                                                              | Kreis Königsberg    |              |                                                                         |
| Ernst Brandes                         | DNVP                                   | Rittergutsbesitzer, Präsident der Landwirtschaftskammer für die Provinz Ostpreußen in Althof-Insterburg                             | Kreis Insterburg    |              |                                                                         |
| Paul Brochowski                       | SPD                                    | Krankenkontrolleur in Osterode | Kreis Osterode      |              |                                                                         |
| Manfred Graf von Brünneck-Bellschwitz | DNVP                                   | Fideikommißbesitzer, Landeshauptmann a. D. in Bellschwitz                                                                           | Kreis Rosenberg     |              | Mandat niedergelegt, Nachfolger: Schack, Benno von                      |
| Hermann Buchholz                      | KPD                                    | Metallarbeiter in Elbing | Kreis Elbing        |              |                                                                         |
| Oskar Burchard                        | DNVP                                   | Rittergutsbesitzer in Austinehlen                                                                                                   | Kreis Gumbinnen     |              |                                                                         |
| Peter Chomse                          | SPD                                    | Gewerkschaftssekretär in Allenstein                                                                                                 | Kreis Allenstein    |              |                                                                         |
| Carl Demmer                           | SPD                                    | Bezirksleiter in Königsberg | Kreis Königsberg    |              |                                                                         |
| Franz Donalies                        | SPD                                    | Parteisekretär in Königsberg | Kreis Königsberg    |              | ab 23. März 1931 Stellvertretender Vorsitzender des Provinziallandtags  |
| Fritz Dowedeit                        | KPD                                    | Maurerpolier in Gumbinnen | Kreis Gumbinnen     |              | Mandat niedergelegt, Nachfolger: Zimmernink, Otto                       |
| Ernst Ehlert                          | KPD                                    | Maschinenschlosser in Königsberg | Kreis Königsberg    |              |                                                                         |
| Friedrich Ehlert                      | DNVP                                   | Besitzer in Paskalwen | Kreis Tilsit-Ragnit |              |                                                                         |
| Fritz Graf zu Eulenburg-Prassen       | DNVP                                   | Fideikommißbesitzer in Prassen | Kreis Rastenburg    |              |                                                                         |
| Hans Fechner                          | DVP                                    | Fabrikbesitzer in Ortelsburg | Kreis Ortelsburg    |              |                                                                         |
| Paul Firley                           | DNVP                                   | Gutsbesitzer in Kl. Moensdorf | Kreis Rößel         |              |                                                                         |
| Erich Fueß                            | DNVP                                   | Besitzer in Woszellen | Kreis Lyck          |              |                                                                         |
| Wilhelm Freiherr von Gayl             | DNVP                                   | Direktor der Ostpreußischen Landgesellschaft in Königsberg                                                                          | Kreis Königsberg    |              |                                                                         |
| Philipp von Gehren                    | DNVP                                   | Landrat a. D. in Czychen | Kreis Oletzko       |              | verstorben, Nachfolger: Treskow, Hans Heinrich                          |
| Alfred Gocksch                        | DDP                                    | Rechtsanwalt in Ortelsburg | Kreis Ortelsburg    |              |                                                                         |
| Fritz Goerdeler                       | DNVP                                   | Bürgermeister in Marienwerder | Kreis Marienwerder  |              |                                                                         |
| Marie Hartung                         | SPD                                    | Büroangestellte in Königsberg | Kreis Königsberg    |              |                                                                         |
| Franz Heinrich                        | Zentrum                                | Gutsbesitzer in Wuttrienen | Kreis Allenstein    |              | Vorgänger: Zaborosch, Johannes                                          |
| Emil Hell                             | DNVP                                   | General a. D. Rittergutsbesitzer in Groß Grieben                                                                                    | Kreis Osterode      |              | verstorben, Nachfolger: Böhm, Heinrich                                  |
| Gustav Heß                            | SPD                                    | Abteilungsleiter in Elbing | Kreis Elbing        |              |                                                                         |
| Felix Heumann                         | DVP                                    | Kommerzienrat in Königsberg | Kreis Königsberg    |              | Mandat niedergelegt, Nachfolger: Methfessel, Max                        |
| Hubert Hönnekes                       | Zentrum                                | Oberlehrer in Allenstein | Kreis Allenstein    |              |                                                                         |
| Adolf Hofer                           | SPD                                    | Landrat in Fischhausen | Kreis Fischhausen   |              | Mandat niedergelegt, Nachfolger: Polenz, Fritz                          |
| Albert Kampf                          | CSVD                                   | Kaufmann in Marienwerder | Kreis Marienwerder  |              |                                                                         |
| Gerhard Graf von Kanitz               | DVP                                    | Rittergutsbesitzer, Reichsminister a. D., Mitglied des Preußischen Landtags und des Reichswirtschaftsrats in Podangen (Post Tüngen) | Kreis Pr. Holland   |              |                                                                         |
| Georg Richard Kinat                   | SPD                                    | Bezirksleiter in Königsberg | Kreis Königsberg    |              |                                                                         |
| Ferdinand Knuth                       | SPD                                    | Lehrer in Pruszischken bei Gumbinnen                                                                                                | Kreis Gumbinnen     |              |                                                                         |
| Erich Koch                            | NSDAP                                  | Gauleiter in Königsberg | Kreis Königsberg    |              |                                                                         |
| Robert Körner                         | DVP                                    | Kaufmann, Direktor in Königsberg | Kreis Königsberg    |              |                                                                         |
| Julius Labusch                        | CSVD                                   | Kreisausschussinspektor in Ortelsburg                                                                                               | Kreis Ortelsburg    |              | Vorgänger: Rudat, Fritz, Dr. jur.                                       |
| Friedrich Larssen                     | SPD                                    | Kreisleiter des Landarbeiterverbandes in Königsberg                                                                                 | Kreis Königsberg    |              | Stellvertretender Vorsitzender des Provinziallandtags bis 25. März 1930 |
| Anton Lettau                          | Zentrum                                | Rangiermeister in Königsberg | Kreis Königsberg    |              |                                                                         |
| Anton Lingk                           | Zentrum                                | Mühlenbesitzer in Klutkenmühle bei Münsterberg                                                                                      | Kreis Heilsberg     |              |                                                                         |
| Franz Marquardt                       | SPD                                    | Eisenbahnassist. a. D. in Gumbinnen                                                                                                 | Kreis Gumbinnen     |              |                                                                         |
| Johannes Medler                       | DNVP                                   | Besitzer in Norgau | Kreis Fischhausen   |              |                                                                         |
| Max Methfessel                        | DVP                                    | Angestellter in Königsberg | Kreis Königsberg    |              | Vorgänger: Heumann, Felix, Dr. h. c.                                    |
| Else Migge                            | DVP                                    | Frau bzw. ohne Berufsbezeichnung in Königsberg                                                                                      | Kreis Königsberg    |              |                                                                         |
| Otto Neubacher                        | DNVP                                   | Gutsbesitzer in Muntowen bei Sensburg                                                                                               | Kreis Sensburg      |              | verstorben, Nachfolger: Paleske, NN Freiherr von                        |
| Franz Osterode                        | WiPa                                   | Brauereidirektor in Königsberg | Kreis Königsberg    |              |                                                                         |
| Freiherr von Paleske                  | DNVP                                   | Fregattenkapitän a. D. in Sorquitten                                                                                                | Kreis Sensburg      |              | Vorgänger: Neubacher, Otto                                              |
| Franz Pallokat                        | SPD                                    | Gewerkschaftsangestellter in Insterburg                                                                                             | Kreis Insterburg    |              |                                                                         |
| Bernhard Pawelcik                     | DVP                                    | Oberbürgermeister in Marienburg | Kreis Marienburg    |              |                                                                         |
| Alfred Perk                           | DNVP                                   | Gutspächter in Diwitten | Kreis Allenstein    |              |                                                                         |
| Karl von Plehwe                       | DNVP                                   | Rittergutsbesitzer in Dwarischken, Major a. D.                                                                                      | Kreis Pillkallen    |              |                                                                         |
| Fritz Polenz                          | SPD                                    | Geschäftsführer in Königsberg | Kreis Königsberg    |              | Vorgänger: Hofer, Adolf                                                 |
| August Quallo                         | SPD                                    | Gewerkschaftssekretär in Königsberg                                                                                                 | Kreis Königsberg    |              |                                                                         |
| Otto Raatz                            | NSDAP; (ab 23. März 1931) fraktionslos | Studienrat in Königsberg | Kreis Königsberg    |              |                                                                         |
| Fritz von Reichel                     | DNVP                                   | Rittergutsbesitzer in Terpen bei Saalfeld                                                                                           | Kreis Mohrungen     |              | Mandat niedergelegt, Nachfolger: Boddien, Karl von                      |
| Horst von Restorff                    | DNVP                                   | Rittergutsbesitzer in Lindenau | Kreis Heiligenbeil  |              |                                                                         |
| Fritz Rudat                           | CSVD                                   | Rechtsanwalt in Königsberg | Kreis Königsberg    |              | Mandat niedergelegt, Nachfolger: Labusch, Julius                        |
| Max von Ruperti                       | DVP                                    | Regierungspräsident in Allenstein                                                                                                   | Kreis Allenstein    |              |                                                                         |
| Gustav Sahnwald                       | KPD                                    | Int.-Bund.-Sekretär in Königsberg                                                                                                   | Kreis Königsberg    |              |                                                                         |
| Ernst Salge                           | DNVP                                   | Oberbürgermeister in Tilsit | Kreis Tilsit        |              |                                                                         |
| Benno von Schack                      | DNVP                                   | Domänenpächter in Wengern bei Braunswalde                                                                                           | Kreis Stuhm         |              | Vorgänger: Brünneck, Manfred Graf von, Dr.                              |
| Albert Schettkat                      | KPD                                    | Landarbeiter in Rokaiten bei Neukirch                                                                                               | Kreis Niederung     |              |                                                                         |
| Emil Schilinski                       | WiPa                                   | Malerobermeister in Elbing | Kreis Elbing-Stadt  |              | Vorgänger: Willems, Benno                                               |
| Hermann Schlag                        | SPD                                    | Verwaltungsdirektor in Tilsit | Kreis Tilsit        |              |                                                                         |
| August Schlisio                       | SPD                                    | Gewerkschaftssekretär in Lyck | Kreis Lyck          |              |                                                                         |
| Gustav Schmidtke                      | SPD                                    | Landwirt in Sensburg | Kreis Sensburg      |              |                                                                         |
| Walter Schultz                        | DVP                                    | Oberstudiendirektor in Insterburg                                                                                                   | Kreis Insterburg    |              | Vorgänger: Alexander, Paul                                              |
| August Schulz                         | SPD                                    | Gausekretär in Königsberg | Kreis Königsberg    |              |                                                                         |
| Karl Schweighöfer                     | DNVP                                   | Gutsbesitzer in Petrikatschen | Kreis Stallupönen   |              |                                                                         |
| Walter Schwindt                       | KPD                                    | Bauarbeiter in Tilsit | Kreis Tilsit        |              |                                                                         |
| Karl Stankewitz                       | Zentrum                                | Landrat in Braunsberg | Kreis Braunsberg    |              |                                                                         |
| Robert Stankewitz                     | SPD                                    | Gewerkschaftssekretär in Angerburg                                                                                                  | Kreis Angerburg     |              |                                                                         |
| Friedrich Stotzka                     | CSVD                                   | Landwirt und Molkerei-besitzer in Jedwilleiten                                                                                      | Kreis Niederung     |              |                                                                         |
| Wilhelm Strüwy                        | DNVP                                   | Rittergutsbesitzer in Gr. Pleisten b. Landsberg                                                                                     | Kreis Pr. Eylau     |              |                                                                         |
| Paul Talaszus                         | DDP                                    | Kaufmann und Stadtrat a. D. in Tilsit                                                                                               | Kreis Tilsit        |              | Alterspräsident                                                         |
| Hans Heinrich v. Treskow              | DNVP                                   | Preußischer Staats-Oberförster in Ibenhorst bei Ackmenischken                                                                       | Kreis Niederung     |              | Vorgänger: Gehren, Philipp von                                          |
| Johann Uszkurat                       | SPD                                    | Landesobersekretär in Königsberg | Kreis Königsberg    |              |                                                                         |
| Nikolaus Wehner                       | NSDAP                                  | Landarbeiter in Pierkunowen | Kreis Lötzen        |              |                                                                         |
| August Wieczorek                      | DNVP                                   | Besitzer und Amtsvorsteher in Wawrochen b. Olschienen                                                                               | Kreis Ortelsburg    |              |                                                                         |
| Benno Willems                         | WiPa                                   | Kaufmann in Marienburg | Kreis Marienburg    |              | Mandat niedergelegt, Nachfolger: Schilinski, Emil                       |
| Fritz Wischnewski                     | KPD                                    | Sekretär, Bund schaffender Landwirte in Königsberg                                                                                  | Kreis Königsberg    |              |                                                                         |
| Otto Wyrgatsch                        | SPD                                    | Redakteur in Königsberg | Kreis Königsberg    |              |                                                                         |
| Johannes Zaborosch                    | Zentrum                                | Kaufmann in Wartenburg | Kreis Allenstein    |              | Mandat niedergelegt, Nachfolger: Heinrich, Franz                        |
| Erich Zeeb                            | DNVP                                   | Schornsteinfegerobermeister in Elbing                                                                                               | Kreis Elbing        |              |                                                                         |
| Otto Ziegler                          | SPD                                    | Telegraphenleitungsaufseher in Braunsberg                                                                                           | Kreis Braunsberg    |              |                                                                         |
| Carl Zielke                           | DVP                                    | Maurer und Zimmermeister, Vorsitzender des Ver-bandes selbständiger Handwerker in Ostpreußen in Königsberg                          | Kreis Königsberg    |              |                                                                         |
| Otto Zimmernink                       | KPD                                    | Arbeiter in Insterburg | Kreis Insterburg    |              | Vorgänger: Dowedeit, Fritz                                              |
| Josef Zink                            | Zentrum                                | Besitzer in Santoppen | Kreis Rößel         |              |                                                                         |
| Georg Zülch                           | DNVP                                   | Oberbürgermeister in Allenstein | Kreis Allenstein    |              |                                                                         |